# NGC 1453
NGC 1453 (również PGC 13814) – galaktyka eliptyczna (E2), znajdująca się w gwiazdozbiorze Erydanu. Odkrył ją William Herschel 30 września 1786 roku.